# Episodi di Dinosaur King

Logo della serie

Questa è la lista degli episodi dell'anime Dinosaur King, di cui in Italia è stata trasmessa solo la prima stagione.
| Nº                            | Titolo italiano Giapponese 「Kanji」 - Rōmaji - Traduzione letterale                                                                   | In onda           | In onda        |
| Nº                            | Titolo italiano Giapponese 「Kanji」 - Rōmaji - Traduzione letterale                                                                   | Giapponese        | Italiano       |
| Prima stagione (49 episodi)   | |                   |                |
| 1                             | Un tuffo nella preistoria 「ガブは友だち!オレの恐竜」 - Gabu wa tomodachi! Ore no kyouryuu – "Gabu è il mio amico! Il mio dinosauro"   | 4 febbraio 2007   | 24 marzo 2009  |
| 2                             | Battaglia alle piramidi 「仲間が増えたぞ!エースとパラパラ」 - Nakama ga fueta zo! Eesu to Parapara                                     | 11 febbraio 2007  | 25 marzo 2009  |
| 3                             | Dinosauri a Londra 「サイカニア争奪戦!」 - Saikania soudatsu sen!                                                                      | 18 febbraio 2007  | 26 marzo 2009  |
| 4                             | Pasticcio nella giungla 「ジャングルに消えたガブ」 - Janguru ni kieta Gabu – "Gabu è scomparso nella giungla!"                         | 25 febbraio 2007  | 27 marzo 2009  |
| 5                             | Sotto le macerie 「大決戦!万里の長城」 - Dai kessen! Banri no choujou – "Grande battaglia! Grande muraglia della Cina"                 | 4 marzo 2007      | 30 marzo 2009  |
| 6                             | Istinto materno 「母は強し!マイアサウラ」 - Haha wa tsuyoshi! Maiasaura – "Mamma è più forte! Maiasaura"                               | 11 marzo 2007     | 31 marzo 2009  |
| 7                             | Avversari in tv 「テレビ局にユタラプトル!」 - Terebi kyoku ni Yuta Raputoru!                                                           | 18 marzo 2007     | 1º aprile 2009 |
| 8                             | La misteriosa malattia di Chomp 「波乗り恐竜、ビーチバトル!」 - Naminori kyouryuu, biichi batoru!                                      | 25 marzo 2007     | 2 aprile 2009  |
| 9                             | Un dinosauro "sotterraneo" 「眠れぬ街のアンキロサウルス」 - Nemure nu machi no Ankirosaurusu – "Ankylosaurus in una città senza sonno" | 1º aprile 2007    | 3 aprile 2009  |
| 10                            | Un giro al centro commerciale 「恐竜カードがいっぱい!」 - Kyouryuu kaado ga ippai!                                                     | 8 aprile 2007     | 6 aprile 2009  |
| 11                            | Dinosauri al mare 「モナコ恐竜グランプリ」 - Monako kyouryuu guran puri                                                                | 15 aprile 2007    | 7 aprile 2009  |
| 12                            | Il rifugio segreto della banda Alfa 「行くぞ!恐竜島」 - Ikuzo! Kyouryuu tou                                                            | 22 aprile 2007    | 8 aprile 2009  |
| 13                            | Fuga dal quartier generale 「大脱出!アクト基地」 - Dai dasshutsu! Akuto kichi                                                          | 29 aprile 2007    | 9 aprile 2009  |
| 14                            | Panico in Italia 「ローマのシークレット恐竜」 - Rouma no shiikuretto kyouryuu                                                          | 6 maggio 2009     | 10 aprile 2009 |
| 15                            | Panico da Vulcano 「ぶらり!恐竜温泉」 - Burari! Kyouryuu onsen                                                                         | 13 maggio 2009    | 13 aprile 2009 |
| 16                            | Una città in fiamme 「炎上!アクロカントサウルス」 - Enjou! Akurokantosaurusu                                                           | 20 maggio 2009    | 14 aprile 2009 |
| 17                            | La partita di calcio 「恐竜サッカーオーレ!」 - Kyouryuu sakkaao ure!                                                                   | 27 maggio 2009    | 15 aprile 2009 |
| 18                            | Canti e balli 「バリバリ島の恐竜ダンス!」 - Bari Bari shima no kyouryuu dansu                                                          | 3 giugno 2007     | 16 aprile 2009 |
| 19                            | Un prezioso frammento di Ambra 「大追跡!ニューヨーク」 - Dai tsuiseki! Nyuu Youku                                                      | 10 giugno 2007    | 17 aprile 2009 |
| 20                            | Passione per il golf 「巨大恐竜ゴルフ場の対決」 - Kyodai kyouryuu gorufu jou no taiketsu                                               | 24 giugno 2007    | 20 aprile 2009 |
| 21                            | Gita scolastica nelle caverne 「鍾乳洞の友だち恐竜」 - Shounyuudou no tomodachi kyouryuu                                               | 8 luglio 2007     | 21 aprile 2009 |
| 22                            | Collisione aerea 「空港大混戦!」 - Kuukou dai konsen!                                                                                  | 15 luglio 2007    | 22 aprile 2009 |
| 23                            | Il dinosauro di Loch Ness 「幽霊恐竜ネッシー出現!?」 - Yuurei kyouryuu Nesshii shutsugen!?                                             | 22 luglio 2007    | 23 aprile 2009 |
| 24                            | Dinosauri alla moda 「パリの恐竜ファッション」 - Pari no kyouryuu fasshon                                                              | 29 luglio 2007    | 24 aprile 2009 |
| 25                            | Battaglia in miniera 「フタバサウルスを救え!」 - Futabasaurusu wo sukue!                                                               | 5 agosto 2007     | 27 aprile 2009 |
| 26                            | Doppio Alfa 「恐竜強盗団を捕まえろ!」 - Kyouryuu goutou dan wo tsukamaero!                                                             | 12 agosto 2007    | 28 aprile 2009 |
| 27                            | Dinosauri al parco 「恐竜遊園地で大もうけ!」 - Kyouryuu yuuenchi de oomouke!                                                           | 19 agosto 2007    | 29 aprile 2009 |
| 28                            | Caro papà 「第二のシークレット恐竜」 - Dai ni no shiikuretto kyouryuu                                                                  | 26 agosto 2007    | 30 aprile 2009 |
| 29                            | Rinoceronti o dinosauri? 「サバンナの恐竜密猟団!」 - Sabanna no kyouryuu mitsuryou dan!                                                | 2 settembre 2007  | 1º maggio 2009 |
| 30                            | Amori giurassici 「恐竜プロポーズ大作戦!」 - Kyouryuu puropouzu dai sakusen!                                                           | 9 settembre 2007  | 4 maggio 2009  |
| 31                            | Il tempio della Luna 「身代わり恐竜パウパウサウルス」 - Migawari kyouryuu Paupausaurusu                                                | 16 settembre 2007 | 5 maggio 2009  |
| 32                            | Dinosauri alle cascate 「ナイアガラの対決!」 - Naiagara no taiketsu!                                                                   | 22 settembre 2007 | 6 maggio 2009  |
| 33                            | Dinosauri e principesse 「ガンジス河で恐竜バタフライ」 - Ganjisu kawa de kyouryuu Batafurai                                            | 30 settembre 2007 | 7 maggio 2009  |
| 34                            | Battaglia dei ninja 「忍者恐竜ディノニクス」 - Ninja kyouryuu Dinonikusu                                                               | 7 ottobre 2007    | 8 maggio 2009  |
| 35                            | Animali domestici 「エアーズロックのイグアノドン」 - Eaazu Rokku no Iguanodon                                                          | 14 ottobre 2007   | 11 maggio 2009 |
| 36                            | Il metallo Alfa 「アクトメダルを奪え!」 - Akuto Metaru wo ubae !                                                                       | 21 ottobre 2007   | 12 maggio 2009 |
| 37                            | Duello tra dinosauri 「恐竜!荒野の決闘」 - Kyouryuu! Arano no kettou                                                                   | 28 ottobre 2007   | 13 maggio 2009 |
| 38                            | La bestia mitologica 「恐竜女神!タルボーンヌ」 - Kyouryuu megami! Tarubounnu                                                           | 4 novembre 2007   | 14 maggio 2009 |
| 39                            | Fame! 「恐竜大飯店」 - Kyouryuu dai hanten                                                                                             | 11 novembre 2007  | 15 maggio 2009 |
| 40                            | Caos mesozoico 「愛と闘牛のバルセロナ」 - Ai to tougyuu no Baruserona                                                                  | 18 novembre 2007  | 18 maggio 2009 |
| 41                            | Luci, motore, distruzione 「ハリウッドのスター恐竜」 - Hariuddo no sutaa kyouryuu                                                      | 25 novembre 2007  | 19 maggio 2009 |
| 42                            | Dinosauri in Russia 「シベリア恐竜特急」 - Shiberia kyouryuu tokkyuu                                                                   | 2 dicembre 2007   | 20 maggio 2009 |
| 43                            | Dinosauri vaccinati 「消えたマルムの家」 - Kieta marumu no ie                                                                          | 9 dicembre 2007   | 21 maggio 2009 |
| 44                            | Furti a Kyoto 「フクイサウルス京都を走る!」 - Fukuisaurusu kyouto wo hashiru!                                                          | 16 dicembre 2007  | 22 maggio 2009 |
| 45                            | Festa in famiglia 「クリスマスにメガロサウルス!」 - Kurisumasu ni Megarosaurusu!                                                       | 23 dicembre 2007  | 25 maggio 2009 |
| 46                            | La nuova mossa 「恐竜島浮上!」 - Kyouryuu tou fujou!                                                                                   | 6 gennaio 2008    | 26 maggio 2009 |
| 47                            | La vera storia 「大恐竜出現!」 - Dai kyouryuu shutsugen!                                                                               | 13 gennaio 2008   | 27 maggio 2009 |
| 48                            | La mossa finale 「ブラックティラノ襲来!」 - Burakku Tirano shuurai!                                                                    | 20 gennaio 2008   | 28 maggio 2009 |
| 49                            | Combattimento finale 「さよなら...オレたちの恐竜」 - Sayonara... ore-tachi no kyouryuu                                                 | 27 gennaio 2008   | 29 maggio 2009 |
| Seconda stagione (30 episodi) | |                   |                |
| 50                            | 「新たな恐竜アドベンチャー」 - Arata na kyouryuu adobenchaa                                                                            | 3 febbraio 2008   | -              |
| 51                            | 「古代ローマの武装恐竜」 - Kodai Rouma no busou kyouryuu                                                                               | 10 febbraio 2008  | -              |
| 52                            | 「第二の宇宙海賊...だったりして」 - Dai ni no uchuu kaizoku... dattari shite                                                           | 17 febbraio 2008  | -              |
| 53                            | 「剣闘士スパルタカス」 - Ken toushi Suparutakasu                                                                                       | 24 febbraio 2008  | -              |
| 54                            | 「ディノテクト オン!」 - Dinotekuto ON!                                                                                                | 2 marzo 2008      | -              |
| 55                            | 「カリブ海の恐竜」 - Karibu kai no kyouryuu                                                                                            | 9 marzo 2008      | -              |
| 56                            | 「海賊白ヒゲ...って誰?」 - Kaizoku shiro hige... tte dare?                                                                             | 16 marzo 2008     | -              |
| 57                            | 「嵐の海竜戦」 - Arashi no kairyuu sen                                                                                                 | 23 marzo 2008     | -              |
| 58                            | 「発見!恐竜宝島」 - Hakken! Kyouryuu takarajima                                                                                        | 29 marzo 2008     | -              |
| 59                            | 「恐竜西遊記」 - Kyouryuu seiyuu ki | 6 aprile 2008     | -              |
| 60                            | 「三蔵vsマプサウルス」 - Sanzou VS Mapusaurusu                                                                                         | 13 aprile 2008    | -              |
| 61                            | 「リュウタ、孫悟空になる」 - Ryuuta, Son Gokuu ni naru                                                                                 | 20 aprile 2008    | -              |
| 62                            | 「ここ掘れ!サイカニア」 - Koko hore! Saikania                                                                                          | 27 aprile 2008    | -              |
| 63                            | 「戦国時代で大脱走!」 - Sengoku jidai de dai dassou!                                                                                   | 4 maggio 2008     | -              |
| 64                            | 「ミハサ、くのいちになる」 - Mihasa, kunoichi ni naru                                                                                  | 11 maggio 2008    | -              |
| 65                            | 「パパが家康!?」 - Papa ga ieyasu!? | 18 maggio 2008    | -              |
| 66                            | 「天下分け目の恐竜合戦!」 - Tenkawakeme no kyouryuu kassen!                                                                            | 25 maggio 2008    | -              |
| 67                            | 「ランプの精は大恐竜!?」 - Ranpu no sei wa dai kyouryuu!?                                                                              | 1º giugno 2008    | -              |
| 68                            | 「恐竜アラビアンナイト」 - Kyouryuu Arabian Naito                                                                                      | 8 giugno 2008     | -              |
| 69                            | 「アラジンと魔法の恐竜」 - Arajin to mahou no kyouryuu                                                                                 | 15 giugno 2008    | -              |
| 70                            | 「10大恐竜アラビアンバトル!」 - 10 dai kyouryuu Arabian Batoru!                                                                        | 22 giugno 2008    | -              |
| 71                            | 「ボクちゃん、ルイ13世」 - Boku-chan, Rui 13 sei                                                                                       | 6 luglio 2008     | -              |
| 72                            | 「結成!少年銃士隊!」 - Kessei! Shounen juu shi tai                                                                                     | 13 luglio 2008    | -              |
| 73                            | 「ウサラパ 秘められた過去」 - Usarapa himerareta kako                                                                                  | 20 luglio 2008    | -              |
| 74                            | 「幽霊城の戦い」 - Yuurei jou no tatakai                                                                                               | 27 luglio 2008    | -              |
| 75                            | 「ジュラ紀の裏切り者」 - Juraki no uragirimono                                                                                         | 3 agosto 2008     | -              |
| 76                            | 「未来が変わっちゃった!?」 - Mirai ga kawacchatta!?                                                                                    | 10 agosto 2008    | -              |
| 77                            | 「ブラックコスモストーン争奪戦」 - Burakku Kosumosu Sutoun soudatsu sen                                                                | 17 agosto 2008    | -              |
| 78                            | 「黒い翼竜」 - Kuroi tsubasa ryuu | 24 agosto 2008    | -              |
| 79                            | 「バイバイ恐竜 オレの友だち」 - Bai Bai kyouryuu ore no tomodachi                                                                      | 31 agosto 2008    | -              |